# (5483) Cherkashin
(5483) Cherkashin (1990 UQ11) – planetoida z grupy pasa głównego asteroid okrążająca Słońce w ciągu 5,53 lat w średniej odległości 3,12 j.a. Odkryta 17 października 1990 roku.